# KSBザ・ビッグバン
『KSBザ・ビッグバン』（ケーエスビー ザ・ビッグバン）は、1997年10月から2000年2月18日まで瀬戸内海放送で放送されていた討論番組・報道番組。

## 放送時間
- 毎月第3金曜日 24:50 - 26:20

## 概要
香川・岡山の様々な問題をFAX・電子メールで視聴者の意見を紹介しながら、生放送でパネリストたちと討論していた深夜番組。

## 出演者
- 討論司会
  - 大谷昭宏
- 司会
  - 名越章浩、浮田圭見（番組開始 - 1998年）
  - 山下昭史、緒方希美子（1998年 - 番組終了）